# 獅子の玉座
『獅子の玉座』（ししのレギウス）は、マサト真希による日本のライトノベル。イラストは双羽純。電撃文庫（メディアワークス）より、2007年12月から刊行されている。2009年1月現在既刊3巻。

## あらすじ
大陸ガトランの大国の一つ、ローレアン聖王国はダルディス皇国により滅ぼされた。聖王国王家の唯一の生き残りである王女アリアンはダルディス皇帝との結婚を強制され、婚礼の地である聖座島（サン・スイエージュ）へ連れて行かれるが、その途中で元海賊の傭兵レオンに救われ、一緒に逃亡する。しかし、ダルディス皇国の皇弟ユーサーの手によりアリアンは再び捕らわれる。レオンは、謎の人物ラウル、ジジらと聖座島へとアリアンの救出に向かうが……。

## 設定・用語

### 分かたれし大陸ガトランにおける神話

#### 神々による創生
天の主たる大神アル＝エルは、わが子である七人の兄妹神を呼び寄せ、世にある材をもちいて地を満たす命あるものをつくれと命じる。6人の兄弟神達はすみやかにその命に従うが、末妹エウレネに残されたのは、塵と芥のみだった。エウレネは自身の乳を、塵と芥に混ぜて人間を作るが、人間達は塵と芥のごとく無尽に生まれ、わがもの顔にはびこった。兄神達がつくりし者どもは、それを良しとせず己の神の力を借り人間に戦いを挑んだ（神々の闘争“ディヴァン・ゲール”）。地に屍が満ちていくさまを嘆いたエウレネは、大神アル＝エルに訴えた。大神アル＝エルは激しく怒り、大地を引き裂き、その亀裂に兄神達を追い落とすと、その地を見捨てて異界（カーエル・ロイ）へと去っていく。一人残されたエウレネは、深い悲しみにくれ多くの涙を流し、その流した涙の海に深く身を沈めた。

##### －登場する神々－
アル＝エル
天の主たる大神。七人の兄妹神の父。
グランヌス
長兄。恐ろしき嵐と轟然たる雷光より竜族ドラゴをつくり、種族に大いなる嵐の息と、雷をまとう鱗をさずける。
オグミオス
次兄。聖なる銀と妙なる月光より賢狼ルガルをつくり、種族に邪を退ける銀の毛皮と、夜を照らす月光のごとき知恵をさずける。
ウォルカヌス
三番目の兄。硬き岩と燃える火より巨人ギガスをつくり、種族に頑健な巌の体と、吹き上げる炎にも似た剛力をさずける。
エスス
四番目の兄。緑の木々と野に咲く花々より妖精小人リリピティエンをつくり、種族に永らえる大樹のごとき先見の力と、草花を御する声をさずける。
ベリヌス
五番目の兄。燦然たる星々とまばゆき宝硬石より聖霊ウルフェをつくり、種族に彼方まで届く光の矢と、けっして汚れぬ宝硬石の瞳をさずける。
ディスパテル
六番目の兄。黒き闇と疾き風より大鴉コルボをつくり、種族にすべてを覆う闇の息吹と、死をも運ぶ疾き翼をさずける。
エウレネ
末妹。塵と芥に自分の乳を混ぜて人間をつくる。さずけられる恩寵がなにも無い人間に、自分の持てる愛のすべてをさずける。

#### 英王ライオネルの武勲詩
英雄ライオネルは、＜無貌の王＞と通じた無二の親友ガマリエルの裏切りにより、国と民を失い、妻であるフルーリア王女も奪われる。全てを奪われて、身一つでアブリテの丘の頂に佇む彼の元へ、異形のものどもが現れる。自分達をまつろわぬ種族とよび、どのような存在にもひれ伏さぬ彼らは、英雄ライオネルを友と認め＜無貌の王＞との戦いに協力する。彼らはかつて、世の始まりに人間と敵としてまみえた種族であった。英雄ライオネルは、大神アル＝エルより授けられた七つの神具を手に、地に満ちるすべての命を絶たんとする＜無貌の王＞と相対するために、賢人エラトスと古きまつろわぬ種族とともに千万の軍を率いて出立した。

ガマリエルが逃げ込んだ冥都にたどりついた英雄ライオネルは、息絶えたガマリエルと腹を朱に染めて事切れているフルーリア王女を見つける。王女の胎から這い出てきた赤子は＜無貌の王＞の新たなる姿であり、英雄ライオネルは〝弑神〟で赤子を貫いた。

##### －まつろわぬ種族－
賢狼ルガル
白銀の狼。〝王の助言者〟
巨人ギガス
雲つく巨人。〝王の擁護者〟
妖精小人リリピティエン
ふたつの小さな人影。〝王の占験者〟
聖霊ウルフェ
まばゆい光。〝王の選定者〟
大鴉コルボ
大きな翼を持つ鳥。〝王の検証者〟
竜族ドラゴ
巨大な竜。〝力の管理者〟

##### 王獅子の至宝<レガリア>
とても大事なもの。英雄ライオネルが大神アル＝エルより授けられた七つの神具。手にするだけで、万界の王（ドミナントウール）となると言われている。アリアンは英雄ライオネルの霊廟がある聖座島（サン・スイエージュ）に隠されていると信じていたが、実際にあったのは封じられた＜無貌の王＞であり、個々の行方は不明である。
英者の玉杖
邪なるものに鉄槌をくだす。鈍い銀色の棒。ラウルが所持していたがレオンに預ける。
遠来の金管
奇跡を呼ぶ。小さな管がいくつも空いた金色の中空の管。巨人の聖砦に隠されていた。巨人ギガスの裔、ウォルカヌスのうつほであるメルキオが巨人に変貌し、沖合に沈もうとしたところで、アリアンの身に降臨した女神エウレネかこれを吹き、メルキオを元の姿に戻した。そのあとレオンが所持している。
示現の円盤
危難を告げる。広口の杯に入った指針魚。レオンが所持している。
波璃の小鳥
安らぎを奏でる。半透明の小鳥。普段は鳥かごの中にいてその姿は見えない。キアラが所持している。
暁天の灯火
暗闇を晴らす。ギャラングが所持している。
星使いの楼船
天をわたる。
弑神
あらゆる存在を無に帰す神剣。レオンの武器。ハイレディンからレオンが譲り受けた際は、獅子の柄頭をもつ長剣だったが、レオンが迷いを振切った際に、共鳴したように、十字架の形をした巨剣に変化した。人格がありレオンのみ語りかけることが出来る。その性格はレオン曰く、『もうろくエロじじい』。時折、ラウルの正体を見抜いたり、英雄ライオネルの話をこぼしたり、まじめな部分も見せる。所有者のレオン以外には、重量が増し扱うことが出来ない。
万界の王
王獅子の至宝＜レガリア＞をすべて所持し、世界を統べる者
無貌の王
地に満ちるすべての命を絶たんとする。大神アル＝エルが去った場所、異界（カーエル・ロイ）へつながる門を開く鍵。英雄ライオネルによって倒され、聖座島（サン・スイエージュ）に封印されている。〝魂の制約（ゲアス）〟とは、体を持たない＜無貌の王＞が、みずからを産みなおす肉体を手に入れるために、自分の強大な力を与え、契約者と一つとなる契約である。おぞましき〝死影〟を配下に持つ。

## 登場人物
レオン
元海賊の傭兵。燃えるような赤毛と血のような赤い瞳を持つ精悍な若者。海賊王ハイレディンの養い子。拾い子の為、正確な年齢は解らないが本人は17歳と公言している。
ハイレディンの元で海賊として暮らしていたが、ハイレディンが海洋国バルテンのグリグ王に謀られ、処刑された後、グリグ王を殺害し追われる身となる。ハイレディンの友人で、グリグ王の兄弟でもあるマグヌス公は、レオンの身を案じて自身の私兵（スピオン）とし、＜王獅子の至宝＞の捜索を任命する形でレオンを国外に逃した。アリアンに出会い、彼女が＜王獅子の至宝＞の手がかりを持つ事に目をつけ、護衛を引き受ける。無愛想でぶっきらぼうな性格と現実的で粗野な言動からアリアンと衝突が絶えない。
彼の現実的な思考は、ハイレディンが守ろうとした民衆までもがハイレディンを責め、彼の死体に石を投げる姿を見た事に起因する。その為、自分を犠牲にして民を守ろうとするアリアンを厳しく非難する一方で、ハイレディンと似通った強さを持つ彼女を見捨てられずにもいた。アリアンが、レオンの命と引換えに＜無貌の王＞の元へ向かう際、ハイレディンの行動を『誇っていい』と彼女が肯定してくれた事で、本当は自分もハイレディンを誇りたかった事、海賊王ハイレディンに憧れ、彼の様に生きたかった事を思い出す。以降は、自分の誇りを取り戻す大きな要因となった、アリアンの全てを守る事を生きる意味とする。
アリアンが害されると、激しい怒りを見せるほどアリアンを大切に思っているが、アリアンとの口論は今も絶えない。今の立場ではアリアンをずっと守れない事に気付き、マグヌス公の私兵の立場を返上して、アリアンからローレアン聖王国水師上将の地位を授かる。
武器は＜王獅子の至宝＞の一つ、獅子の顔を持つ巨剣〝弑神〟。海賊王ハイレディンを見て育ってきた影響か、戦いにおいては状況を見極める的確さと判断力を持ち、多勢へ命令しなれている将たる器も持つ。類いまれな剣の腕と、命を失ってもおかしくない負傷を耐え抜く強靭な体を持つレオンは、アリアン達とは違う世界、異界（カーエル・ロイ）の存在である。
アリアン＝ウェン・ル・クラルテ・アンプルール・ロレアンティス
ローレアン聖王国聖王女。純金の輝きをはなつ金の髪と、深みをたたえる翡翠の瞳を持つ少女。英雄ライオネルの末裔。14歳。
12歳の時にダルディス皇国に侵攻され、両親と国を失う。＜王獅子の至宝＞が眠ると言われている聖座島（サン・スイエージュ）の大聖殿を開ける鍵として、また英雄ライオネルの末裔という血筋の利用価値から皇国から追尾される。王都ルテティア陥落後、従臣達と共に小さな町に身を隠していたが、皇国に脅された町の城代によりその身を差し出される。皇国への輸送中にレオンと出会い、レオンの思惑を見越した上で、皇国に蹂躙されている自国の民ローレアン人を救う為、聖座島（サン・スイエージュ）までの護衛を頼む。
聖王女としての気品と、気位の高さからレオンの様な粗野なやからには、容赦無く野蛮人（バルバリエ）と舌鋒をあびせるが、弱い物には、自分の身を削ってでも施しを与えるなど、自己犠牲が強い。幼いながらも王族としての誇りと責務を自覚しており、また周囲の人間の誰もが聖王女としてのアリアンに期待し、アリアンもそれに応えようと進む中、血筋以外特別な力を持たない事、まだ14歳の少女でしかない事を唯一レオンだけが指摘した。
レオンを救う為に力を求め＜無貌の王＞と《女としての肉の体》と引換えに〝魂の制約（ゲアス）〟を結ぶ。まだ初潮の来ていないアリアンは《女としての肉の体》の条件を満たしていないため、時が満ちるまで〝魂の制約（ゲアス）〟は保留されている。いつか、自分の体が＜無貌の王＞となり世界を滅ぼすかもしれない恐怖に死を選ぼうとしたが、レオンに諭され一緒に戦う決意をする。
どんな時でも、アリアンの身と、誇りを守ろうと戦うレオンに絶大な信頼とゆるぎない絆を寄せているが、カラに隠された想いを指摘され、また、フェイエッテが見せた未来の幻影でレオン以外の男に身を任せる自身の姿を見て、レオンでなければ嫌だという強い想いにレオンへの恋慕を自覚する。しかし、皇国に対抗する為に結んだ同盟の条件として、ランゴニア帝国皇帝との婚約を了承してる身であり想いは秘めている。
その身に女神エウレネが降臨する事もあり、アリアンを手に入れるという事は、エウレネを通じて、全ての兄神と通じる事ができるという事でもある。
ラウル
優男の詩人。酒と女性と過去の遺産が好き、と詩人という職業を裏切らない趣味の人。《塔の学舎》から〝至賢人（グラン・サージュ）〟の称号を授かる。ランゴニアとコレドムの二国に雇われているが、彼自身の利害に一致するから従っているにすぎない。普段は飄々としていて捕らえどころが無いが、アリアンより聖座島（サン・スイエージェ）に詳しかったり、時にレオンを導いたりもする謎の多い人物。後に、古きまつろわぬ民の一つで、〝王の助言者〟賢狼ルガルである事を明かす。友たる王に出会うために長い旅を続けてきたラウルは、レオンの中に求めてきた王としての資質を期待して＜王獅子の至宝＞の一つ〝英者の玉杖〟を預ける。
ジジ
ラウルの弟子。栗色の髪を小さく二つに分けて縛り、大きな瞳をもつ少女。ラウルに拾われる前の記憶と、感情を失くしている自分を空っぽと表現する。師であるラウルの自堕落な生活を面倒見ていたため、生活能力は高い。他者の感情を感じ取る事で、自分へ感情を伝えたいと思っている。アリアン曰く、意外と胸は大きいらしい。師と違って、レオンととっさの連携がとれるほど、戦闘能力がある。二対の短剣を駆使して戦う。
カラ
女戦士。切れ長の大きな瞳と浅黒い肌のヘカト族の娘。ラウルの護衛で監視者でもある。カラの産まれる前、大鴉コルボによって村を滅ぼされたヘカト族は、ランゴニア帝国の奴隷へと追いやられた経緯から、大鴉コルボを追っている。奴隷に落とされたヘカト族を買い戻すため金を貯めている。右手の短刀に加え、左手の手甲と足甲を装備し、体術を主に全身を使って戦う。
メルキオ・ダンジェリー
聖王国暫定軍の将。橙色の長髪を束ねた小柄な貴族の若者。落ち着きが無く貴族らしくない振る舞いに、事あるごとにセレネから注意されている。快活な性格の裏で、時折見せる暗い表情や、貴族にあるまじき行動をレオンに指摘され、元盗賊だった過去を明かす。ある宗教団体の生贄とされたメルキオは、そこで虐待に近い行為を受けていた。助け出されたメルキオをセレネの母が引き取り、傷ついたメルキオをセレネが支え癒していった。12歳の時セレネの母親が亡くなり、落ち込んだ彼女を慰めている所をセレネの父に邪推され、城を追い出される。ひょんな事からダンジェリー卿という身分を手に入れたメルキオは、兵を引き連れてセレネの元に戻る。セレネと離されたのは、身分のせいだと考えており、彼女にふさわしい地位を得ようと出世に意欲を燃やしている。
戦いにおいては、鋭い鉤爪の槍を用いる。小柄な体格に見合わず、かなりの力持ちなのは、まつろわぬ民の一つ、巨人ギガスだからである。レオンとは海賊と盗賊で気が合うらしい。
セレネ・アクィタニア
王領アクィタニアの女公爵。短髪に薄青い瞳を持つ男装の令嬢。メルキオの幼馴染。巨人ウムベルトの末裔。ウムベルトの力を継ぐ者は男児でなければならないと言う俗信から、セレネの父親は、一人娘であるセレネを幼い頃から男子の様に扱い、非常に厳しく教育していた。そんな中、母親に連れられてきたメルキオと仲良くなり、お互い心の支えとなっていく。戻ってきたメルキオが、以前と変わってしまった事に戸惑っている。民の為にメルキオへの想いを秘めつつ、港町トレゴンを預かるロドリク代官と婚約する。
シャイラ
妖精小人リリピティエンの長。
フェイエッテ
妖精小人リリピティエンの少女。
ハーヴィン
神域の樹守である若者。
ユーサー・カデット・オ・ダルディス
ダルディス皇国の皇弟。大鴉の翼を思わせる黒髪に漆黒の瞳を持つ皇子。大皇ダリウスの異母弟。16歳。
有能であるため、ダリウスに疎まれている。皇弟という身分を持つが、母親が異国人で謀反人でもある事から、皇国での地位は高くは無い。言動から、幼いころから苦渋に満ちた生活を強いられてきた事を匂わせている。絶対の君臨者＜万界の王＞になる事を望む。普段は冷徹な印象だが、信頼する4人の部下とキアラの前では年相応の表情を見せる事もある。まつろわぬ民の一つ、竜族ドラゴでもある。
ギャラング
褐色の瞳に、浅黒い肌と、波打つ長い黒髪をもつ双剣の騎士。ユーサーの配下。＜王獅子の至宝＞の一つ、暁天の灯火を所持している。大鴉コルボでもある。
イリーナ
茶色の瞳と、同色の髪を持つ女騎士。ユーサーの配下。
バルドル
赤みがかった金髪と黒い瞳をもつ巨漢の騎士。ユーサーの配下。
グレイド
黒に近い茶の髪と彫りの深い顔立ちを持つクァディ族の族長。ユーサーの配下。ユーサーとは乳兄弟にあたる。
エンジェリナ
ダルディス皇国の皇姫。蜂蜜色に輝く巻き毛と、金茶色の瞳を持つ少女。大皇ダリウスの娘でユーサーの姪にあたる。あふれるほどの色香を持っており、周囲の若い兵など彼女に翻弄される者は少なくない。しかし、自身の価値をわきまえているため、安売りすることなく未だ純潔である。ダリウスによって後宮から追い出されていたが、ダリウスの死亡後、ユーサーから、自分を宰相の任に就かせる事を条件に女皇に擁立すると持ちかけられ、これを受ける。ユーサーを慕っている様であるが、そこにはゆがんだ愛情が見え隠れする。
キアラ
聖霊ウルフェの巫。豊かな黒髪と黒い瞳を持ち、際立つ個性と存在感を放つ少女。ウルフェの民を救う為、竜族ドラゴの力を持つユーサーへ助けを求める。けっして汚される事のない宝硬石の瞳は全てを見抜く。＜王獅子の至宝＞の一つ、波璃の小鳥を所持する。

## 既刊一覧
1. 獅子の玉座〈レギウス〉2007年12月10日初版発行 ISBN 978-4-8402-4127-4
2. 獅子の玉座〈レギウス〉2－巨人の聖砦－ 2008年9月10日初版発行 ISBN 978-4-04-867222-1
3. 獅子の玉座〈レギウス〉3－妖精楽園－2009年1月10日初版発行 ISBN 978-4-04-867460-7